# شبكة الناجين من اعتداءات الكهنة الجنسية
شبكة الناجين من اعتداءات الكهنة الجنسية (بالإنجليزية: Survivors Network of those Abused by Priest)، والمعروفة اختصارا باسم (سناب) (بالإنجليزية: SNAP)، والتي أنشئت في 1989 ، هي النظمة الأكثر نشاطا والأقدم من الناجين من اعتداءات رجال الدين الجنسية ومؤيديهم في الولايات المتحدة.
المجموعة تشارك أيضا في مجال الدعاوى السياسية المحيطة بقضايا الاعتداءات الجنسية.
وشبكة سناب هي شبكة مستقلة تماما، و منظمة غير ربحية وليس لها أية ارتباطات مع أي كنيسة أو منظمة حكومية.
باربرا بلين، وهي مؤسسة ورئيسة المنظمة والتي هي كانت نفسها ضحية الاعتداء الجنسي لكاهن. اعتبارا من عام 2007، أصبح للمنظمة أكثر من 4500 من الأعضاء في 55 فصل نشط.
ولها فروع للجماعات الدينية، مثل سناب المعمدان، سناب الأرثوذكسية، وسناب المشيخية، وكذلك فروع بالنسبة للمناطق الجغرافية، على سبيل المثال ، سناب في أستراليا و سناب في ألمانيا وهكذا.

## اقرأ أيضا
- حالات الاعتداء الجنسي الكاثوليكية
- القس برندان سميث
- دعوى قضائية ضد البابا

## وصلات خارجية
- شبكة الناجين من الاعتداءات الجنسية من قبل الكهنة - الموقع الرسمي (بالإنجليزية)